# Friedrich Hilsmann

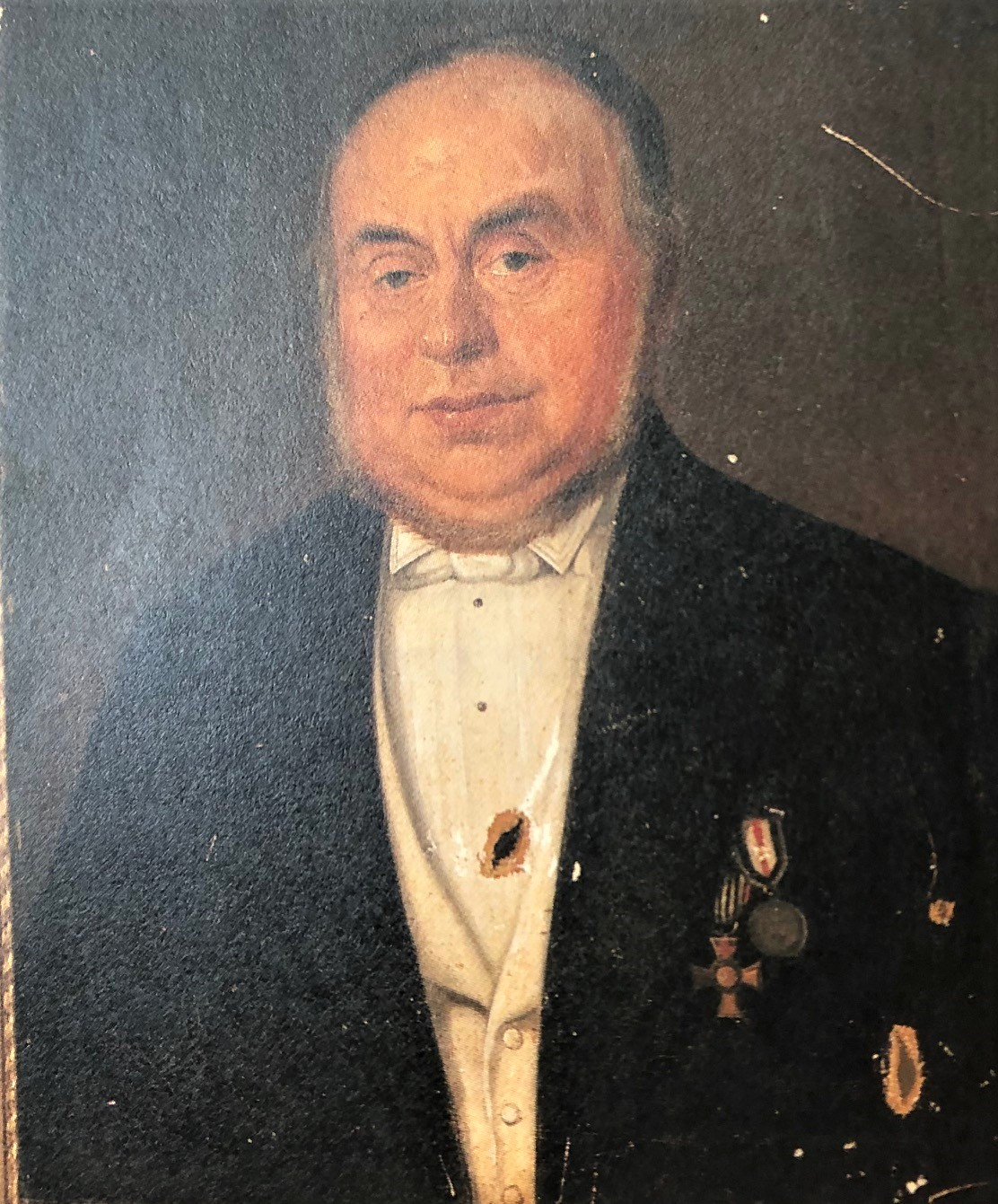
Friedrich Hilsmann

Friedrich Joseph Bernhard Hilsmann (* 28. Dezember 1808 in Rüthen; † 21. Februar 1900 in Neheim) war ein früher deutscher Demokrat, Arzt und Ehrenbürger der Stadt Neheim.

## Leben
Friedrich Hilsmann wurde als Sohn des Stadtrentmeisters von Rüthen und Küsters Anton Hilsmann und seiner Frau Bernardine geb. Becker geboren. Die Familie gehörte zum angesehenen Bürgertum. Hilsmann besuchte in Rüthen die Volksschule und ab 1822 das Progymnasium in Brilon, er wechselte 1823 zu dem Theodorianum Paderborn und blieb bis 1826. 
Danach schrieb er sich als Schüler der Medizinisch-Chirurgischen Lehranstalt in Münster ein. An solchen Anstalten sollten keine akademischen Ärzte, sondern Wundärzte mit dem Schwerpunkt der Versorgung auf dem Land, ausgebildet werden. Er verließ Münster Ende Mai 1829 nach dem fünften Semester und galt als einer der besten Zöglinge der Schule. Zunächst kehrte er nach Rüthen zurück um die Pflege seiner an Schwindsucht leidenden Schwester zu übernehmen. Seine medizinischen Studien setzte er in Berlin und 1829 an der Universität in Greifswald fort. Da er kein Abitur hatte und dies seit Beginn des Jahrhunderts Bedingung für ein Studium an einer Universität war, belegte er Vorlesungen an der Philosophischen Fakultät, um das Tentamen Philosophicum abzulegen. Er wurde in den Fächern Psychologie, Logik, Chemie, Physik, Botanik, Chemie, Mineralogie und Zoologie geprüft. Im Jahr 1831 legte er seine Doktorarbeit mit dem Titel De Chloasmatis vor, die Promotion erfolgte am 18. Juni 1831 in Greifswald. Das Thema der Arbeit waren Chloasmen. Hilsmann litt selbst unter sporadisch auftretenden Hautverfärbungen, vermutlich Hauttuberkulose.
In Preußen brach 1831 eine Cholera-Epidemie aus, sie war unaufhaltsam von Russland über Polen immer weiter vorgedrungen. Die Behörden und die Ärzteschaft hatten dieser Seuche keine wirkungsvollen Mittel entgegenzusetzen. Aus diesem Grund wurden alle Staatsprüfungen abgesagt, die schon promovierten Ärzte konnten sich als sogenannte Cholera-Ärzte zur Verfügung stellen. Hilsmann versah in mehreren Lazaretten freiwillig seinen Dienst. Er arbeitete in Küstrin und in Berlin und er wurde dem Kreisphysikus Meyer in Brandenburg an der Havel zugewiesen. Mit Hilfe von etlichen Wundärzten leitete er im Westhavelland 23 Lazarette und Isolierstationen.
Sein Staatsexamen legte er am 10. Juli 1832 nach dem Abklingen der Epidemie ab. Im September desselben Jahres ließ er sich in Neheim als Chirurg und praktischer Arzt nieder. In dieser Zeit brach im Ort Typhus aus, von dieser Krankheit waren viele arme Menschen betroffen. Hilsmann fungierte im Auftrag der Stadt als Armen-Arzt, er wurde aus der Armenkasse bezahlt. Die Kosten für Ärzte und Apotheken waren so hoch, dass die Stadt diese vorübergehend nicht begleichen konnte.
1833 heiratete Friedrich Hilsmann die Maria Anna Reen, eine Tochter des Gutspächters in Oelinghausen. Insgesamt wurden in der Ehe 13 Kinder geboren, einige davon verstarben früh. 
Einen Ruf als Professor und Krankenhausdirektor nach St. Petersburg lehnte Hilsmann 1841 ab. Er war auch politisch und gesellschaftlich aktiv, als einer der Gründer des Jägervereins war er 1846 Jägerkönig. Bekannt wurde er als roter Doktor und Demokrat. Er unterstützte die Ziele der Demokraten und stand mit an der Spitze der demokratischen Bewegung. Im Revolutionsjahr 1848 befestigte er eine blutrote Fahne an seiner Kutsche und fuhr so durch den Ort. Insgesamt war er bis 1890 22 Jahre Mitglied des Magistrates und Stadtverordneter. Auch wegen der Aktion mit der roten Fahne an seiner Kutsche hatte er sich mit dem konservativen  Bürgermeister verfeindet und führte mit diesem über Jahre hinweg Auseinandersetzungen. Hilsmann wurde wegen Beamtenbeleidigung zu zwei Monaten Gefängnis verurteilt, die er auch verbüßte. 
1896 feierte er nach 65 Jahren  sein eisernes Doktorjubiläum und wurde von der Stadt zum Ehrenbürger ernannt. Von der Bevölkerung wurde er liebevoll als der olle Dokter van Naime bezeichnet.

## Ehrungen
- Hilsmann ist Ehrenbürger der Stadt Neheim (heute Arnsberg).
- In Neheim sind der Hilsmannweg und der Hilsmannring nach ihm benannt.[1][7]